# Hain-Dickkopfzikade
Die Hain-Dickkopfzikade (Agallia consobrina) ist eine Zwergzikade aus der Unterfamilie der Dickkopfzikaden (Agalliinae).

## Merkmale
Die Zikaden werden 3,5–4 mm lang. Kopf, Pronotum und Scutellum besitzen ein charakteristisches dunkelbraunes Fleckenmuster. Die  Flügeladern im basalen Bereich der Vorderflügel sind hell, im äußeren Bereich dunkel.

## Vorkommen
Die Art ist in Europa weit verbreitet. Auf den Britischen Inseln ist die Art vertreten, während sie in Finnland und Norwegen fehlt.

## Lebensweise
Die Hain-Dickkopfzikade frisst an verschiedenen Gräsern. Die Flugzeit der Imagines dauert von Februar bis November.